# Salen-Reutenen
Salen-Reutenen (toponimo tedesco) è stato un comune svizzero del Canton Turgovia, nel distretto di Steckborn.

## Storia

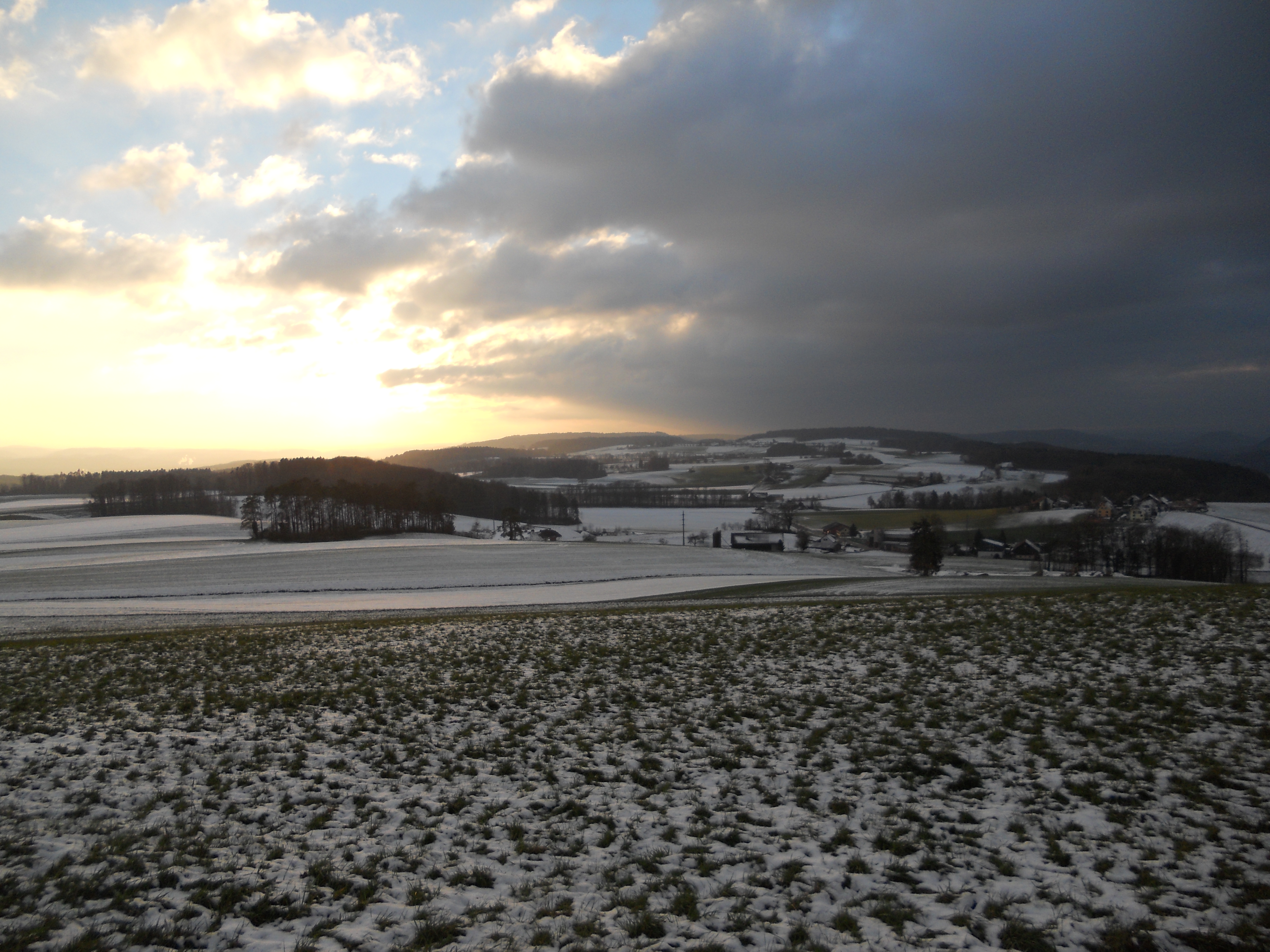
Sassenloo

Istituito nel 1812 e formato dai villaggi di Reutenen e Salen e dalle frazioni di Götschenhäusli, Sassenloo e Uhwilen, nel 1999 è stato accorpato al comune di Homburg assieme all'altro comune soppresso di Gündelhart-Hörhausen; dal 2011 fa parte del distretto di Frauenfeld.

## Società

### Evoluzione demografica
L'evoluzione demografica è riportata nella seguente tabella:
Abitanti censiti